# Korg Kronos
KRONOS – model stacji roboczej, produkowanej od 2011 roku przez firmę Korg, zaprezentowanego na NAMM 2011, jako następca modelu OASYS.

## Opis

### Syntezy
Model Kronos, jako następca drogiego i potężnego syntezatora (stacji roboczej) – Oasys, posiada 9 silników syntez, znanych niekiedy z poprzednika:
- HD1 - High Definition Synthesizer - oparty na zwyczajnej syntezie wcześniej nagranych próbek dźwięku.
- SGX-1 - Premium Piano - fortepiany, modelowane z modeli Steinway i Yamaha, wraz z wersją oprogramowania zastąpiony przez SGX-2. Nieobecny w Oasys.
- CX-3 - Tonewheel Orhan - organy elektroniczne, bazuje na nowym modelu organów Korg CX-3 z 2001.
- EP-1 - Electric Piano - pianina elektryczne Wurlitzer i Rhodes. Nieobecny w Oasys.
- AL-1 - Analog Synthesizer - silnik oparty na syntezie VA.
- MS-20EX i PolysixEX - Legacy Analog Collection - emulacja znanych syntezatorów analogowych MS-20 i Polysix. W modelu Oasys silniki te były opcjonalne
- MOD-7 - Waveshaping VPM Synthesizer - syntezator FM. W modelu Oasys był opcjonalny[1].
- STR-1 - Plucked String Synthesizer - wykorzystujący modelowanie fizyczne;

### Brzmienia
Kronos posiada praktycznie tyle samo brzmień, co jego poprzednik:
- 1664 brzmienia PROGRAM (w tym 1536 fabrycznie załadowanych - 768 HD-1, oraz 768 EXi) - pojedyncze brzmienia;
- 1792 brzmienia COMBINATIONS (w tym 480 fabrycznie załadowanych) - kombinacje brzmień PROGRAM;
- 152 brzmienia DRUMKITS (w tym 78 fabrycznie załadowanych) - zestawy perkusyjne;
- 256 brzmień GM2 - brzmienia typu General Midi 2;
- 9 brzmień perkusyjnych GM2 - brzmienia perkusyjne typu General Midi 2

### Inne
Kronos posiada także:
- 8.0" ekran dotykowy LCD TFT 600x800 pikseli TouchView;
- 61/73/88 klawiszy (61 - typu "syntezatorowego", 73 i 88 - RH3 [ważone]);
- Moduł KARMA;
- 2.5 calowy, 30GB dysk SSD, w modelu Kronos X i późniejszych 60GB
- 9 suwaków, 8 gałek
- 2 joysticki, kontroler wstęgowy (Ribbon)